# Jacek Naliwajek
Jacek Naliwajek (ur. 1966) – polski dziennikarz i ogrodnik.

## Życiorys
Absolwent politologii na Uniwersytecie Gdańskim. Swoją karierę rozpoczął od pracy w radiu studenckim. W latach 1994–2019 związany zawodowo z Radiem Gdańsk, w latach 2006–2011 był jego wiceprezesem i dyrektorem programowym. Po odejściu z Radia Gdańsk został współtwórcą projektu Naturalnie o Ogrodach. Członek Stowarzyszenia Dziennikarzy Polskich.

## Nagrody i wyróżnienia
- Brązowy Krzyż Zasługi (2005)[8]
- Srebrny Krzyż Zasługi (2015)[9]